# Hiroki Omori
Hiroki Omori (大森 啓生 Omori Hiroki?, nacido el 26 de julio de 1990 en Miyagi) es un futbolista japonés que se desempeña como defensa.

## Trayectoria

### Clubes
| Club              | País      | Año         |
| ----------------- | --------- | ----------- |
| Blaublitz Akita   | Japón     | 2013        |
| SC Sagamihara     | Japón     | 2014 - 2015 |
| Brisbane Strikers | Australia | 2016 -      |

## Estadística de carrera

### J. League
| Club          | Año   | J. League | J. League | Copa J. League | Copa J. League | Total | Total |
| Club          | Año   | Part.     | Goles     | Part.          | Goles          | Part. | Goles |
| ------------- | ----- | --------- | --------- | -------------- | -------------- | ----- | ----- |
| SC Sagamihara | 2014  | 18        | 0         | -              | -              | 18    | 0     |
| SC Sagamihara | 2015  | 24        | 2         | -              | -              | 24    | 2     |
| Total         | Total | 42        | 2         | 0              | 0              | 42    | 2     |